# 五十嵐恭雄
五十嵐 恭雄（いからし やすお、1983年5月8日 - ）は、日本のカメラマン、DJ、フレスコボール選手、自然家。新潟県新潟市出身。株式会社Gifut所属。
2005年にテレビ番組『あいのり』に出演していた際は「嵐」の愛称で親しまれ、DJとしてはDJ 嵐の名義も使用する。

## 経歴
東洋大学経営学部マーケティング学科卒業。元あいのりメンバー。在学中、海外での旅がきっかけで写真・音楽に興味を持ち、帰国後カメラマンのアシスタント、DJを始める。
2008年に独立しフリーランスのカメラマンになる。世界50ヶ国以上を旅して様々なものを撮影。被写体を自然体で撮る事をモットーとし、「自然家」としても活動している。
DJとしての活動は2006年からスタート。2011年夏『BLUE WINDY ZONE』powered by MILD SEVENのレジデントDJとなる。自身のユニットMELODRAMATICでは「Shooting Star!!」が佐賀美少女図鑑CMソングに抜擢される。DJ 嵐名義でミックスCDを多数発売。
2016年6月よりフレスコボールを始める。競技歴2ヶ月で南隼人とのペアで出場したフレスコボールジャパンオープン2016で23組中17位に終わる。翌年のフレスコボールジャパンオープン2017に倉茂孝明とのペアで出場して男子カテゴリーで優勝を果たすなど成長を見せ、日本フレスコボール協会（JFBA）の2017年公式ランキング3位となり、フレスコボールワールドカップ・ブラジルマカエ大会では日本代表選手として出場している。2018年はフレスコボールジャパンオープン2018の男女ミックス部門に落合真彩とのペアで出場して優勝を果たし、また、同ペアでの練習中にJFBA確認済みのものとしては日本最長となる1149回のラリーを記録し、この年より表彰を開始した「FRESCOBALL AWARD 2018」最優秀ラリー賞に選出された。しかし、個人としてはJFBAの2018年公式ランキングで男子カテゴリー7位にとどまり、日本代表選手に選出されることはなかった。
2017年より日本フレスコボール協会のアンバサダーを務め、競技の認知を高めるために活動している。また、現在、フレスコボール強化指定選手である。2019年4月には日本初のプロフレスコボーラーとして、タレント・アスリートプロダクションの株式会社Gifutとプロアスリート契約を締結した。
そのほか、日本ホームパーティー協会・日本ピクニックパーティー協会の公式アンバサダーにも就任している。

## ディスコグラフィ
- 『LOVEうたベスト -J-POP MIX- Mixed by DJ 嵐』GROOVY（2014年08月20日）
- 『INTERNATIONAL LOVE MIX mixed by DJ 嵐』GROOVY（2014年09月17日）
- 『J-POP ENGLISH LOVE BEST Mixed by DJ嵐』GROOVY（2014年12月03日）
- 『PARTY STYLE -age!! mix- Mixed by DJ嵐』GROOVY（2015年02月11日）

## 出演

### テレビ
- あいのり（2005年4月11日‐12月20日、フジテレビ）

### ウェブテレビ
- いきなりマリッジ2（2019年2月2日 - 4月27日、AbemaTV）[14]

### ラジオ
- Vamos!（2019年5月2日 - 、Rakuten.FM TOHOKU）第1週目パーソナリティ[1][15]

## フレスコボールの詳細情報

### 大会戦績
| 年     | 月  | 大会名                              | ペア       | 点数  | 部門     | 部門順位 | 総合順位 | 備考             |
| ------ | --- | ----------------------------------- | ---------- | ----- | -------- | -------- | -------- | ---------------- |
| 2016年 | 8月 | フレスコボール ジャパンオープン2016 | 南隼人     | 329.5 | 男子     | -        | 17位     | 男子部門表彰無し |
| 2017年 | 3月 | フレスコボール ミウラカップ2017     | 倉茂孝明   | 561   | 男子     | -        | 2位      | 男子部門表彰無し |
| 2017年 | 5月 | フレスコボール オダイバカップ2017   | 倉茂孝明   | 568   | 男子     | -        | 4位      | 男子部門表彰無し |
| 2017年 | 8月 | フレスコボール ジャパンオープン2017 | 倉茂孝明   | 799   | 男子     | -        | 1位      | 男子部門表彰無し |
| 2017年 | 8月 | フレスコボール ジャパンオープン2017 | 風味千賀子 | 563   | 男女混合 | 4位      | 12位     | 男子部門表彰無し |
| 2018年 | 4月 | フレスコボール サクラカップ2018     | 倉茂孝明   | 771   | 男子     | 3位      | 4位      | [ 23 ]           |
| 2018年 | 5月 | フレスコボール オダイバカップ2018   | 倉茂孝明   | 782   | 男子     | 2位      | 2位      | [ 24 ]           |
| 2018年 | 6月 | フレスコボール ビギナーズカップ2018 | 阿部司     | 585   | 男子     | 7位      | 8位      | [ 25 ]           |
| 2018年 | 7月 | フレスコボール ミウラカップ2018     | 新城悠也   | 801   | 男子     | 4位      | 4位      | [ 26 ]           |
| 2018年 | 8月 | フレスコボール ジャパンオープン2018 | 倉茂孝明   | 921   | 男子     | 3位      | 3位      | [ 27 ]           |
| 2018年 | 8月 | フレスコボール ジャパンオープン2018 | 落合真彩   | 903   | 男女混合 | 1位      | 4位      | [ 27 ]           |
| 2019年 | 3月 | フレスコボール オオモリカップ2019   | 松浦孝宣   | 1067  | 男子     | 2位      | 3位      | [ 28 ] [ 29 ]    |
| 2019年 | 3月 | フレスコボール オオモリカップ2019   | 落合真彩   | 1070  | 男女混合 | 1位      | 2位      | [ 28 ] [ 29 ]    |
| 2019年 | 5月 | フレスコボール タチヒカップ2019     | 松浦孝宣   | 1076  | 男子     | 4位      | 4位      | [ 30 ] [ 31 ]    |
| 2019年 | 5月 | フレスコボール タチヒカップ2019     | 風味千賀子 | 873   | 男女混合 | 3位      | 10位     | [ 30 ] [ 31 ]    |
| 2019年 | 7月 | フレスコボール ミウラカップ2019     | 松浦孝宣   | 1224  | 男子     | 3位      | 3位      | [ 32 ]           |
| 2019年 | 7月 | フレスコボール ミウラカップ2019     | 落合真彩   | 1081  | 男女混合 | 2位      | 8位      | [ 32 ]           |

| 年     | 月  | 大会名                                                                    | ペア     | 点数 | 部門 | 順位     | 備考   |
| ------ | --- | ------------------------------------------------------------------------- | -------- | ---- | ---- | -------- | ------ |
| 2017年 | 4月 | フレスコボール世界選手権（Mundial de Frescobol Brasil 2017 – Macaé – RJ） | 窪島剣璽 | -    | 男子 | 予選敗退 | [ 33 ] |

### 公式ランキング順位
- 2017年 - 3位
- 2018年 - 男子カテゴリー7位、男女混合カテゴリー9位（ペア：落合真彩）

### 受賞歴
- FRESCOBALL AWARD 2018[12]
  - 最優秀ラリー賞（ペア：落合真彩）

## SASUKEでの戦歴

### 大会別成績
| 大会       | ゼッケン | STAGE | 脱落エリア         | 備考                          |
| ---------- | -------- | ----- | ------------------ | ----------------------------- |
| 第35回大会 | 23       | 1st   | クワッドステップス | 4段目で足を踏み外してリタイア |

### 通算成績
| 出場数 | 2nd進出 | 3rd進出 | FINAL進出 | 最優秀成績 |
| ------ | ------- | ------- | --------- | ---------- |
| 1回    | 0回     | 0回     | 0回       | 0回        |